# Sudbena vlast u Hrvatskoj
Državna vlast u Republici Hrvatskoj ustrojena na načelu diobe vlasti na zakonodavnu, izvršnu i sudbenu vlast.
Prema Ustavu Republike Hrvatske sudbenu vlast u Republici Hrvatskoj obavljaju sudovi.
Sudbena vlast je samostalna i neovisna. Sudovi sude na temelju Ustava, zakona, međunarodnih ugovora i drugih važećih izvora prava.

## Organizacija sudova u Hrvatskoj
U Republici Hrvatskoj sudbenu vlast obavljaju redovni i specijalizirani sudovi. Redovni sudovi su:
- općinski sudovi,
- županijski sudovi

Specijalizirani sudovi su:
- prekršajni sudovi,
- trgovački sudovi,
- upravni sudovi,
- Visoki prekršajni sud Republike Hrvatske,
- Visoki trgovački sud Republike Hrvatske,
- Visoki upravni sud Republike Hrvatske.

Vrhovni sud Republike Hrvatske je najviši sud u Republici Hrvatskoj. Nadležnost sudova određuje se zakonom.